# وزارة هشام قنديل
وزارة هشام قنديل هي الوزارة التاسعة عشر بعد المائة في تاريخ مصر وهي أول حكومة تتشكل في عهد الرئيس محمد مرسي بعد انتخابه رئيسًا وتوليه الرئاسة في 30 يونيو 2012. كُلف هشام قنديل بتشكيل الوزارة في 24 يوليو 2012، فيما صدر قرار التشكيل الوزاري وأدت الوزارة اليمين الدستورية في 2 أغسطس 2012. استقالت الوزارة في 8 يوليو 2013.

## أعضاء الحكومة
ملاحظات:
- تبدأ مدة الوزارة من تاريخ العمل بقرار رئيس الجمهورية الصادر بتشكيل الوزارة.
- تنتهي مدة الوزارة في تاريخ استقالة الوزارة بينما يستمر بعدها التشكيل الوزاري في تسيير الأعمال لحين صدور قرار تشكيل الوزارة الجديدة.

| المنصب                         | شاغل المنصب                  | الحزب           | الحزب | تولى المنصب    | تولى المنصب                 | غادر المنصب              | غادر المنصب                |
| المنصب                         | شاغل المنصب                  |                 |       | في             | وزارة                       | في                       | وزارة                      |
| ------------------------------ | ---------------------------- | --------------- | ----- | -------------- | --------------------------- | ------------------------ | -------------------------- |
| رئيس مجلس الوزراء              | هشام قنديل                   | مستقل           |       | 2 أغسطس 2012   | 2 أغسطس 2012                | 8 يوليو 2013             | 8 يوليو 2013               |
| الدفاع والانتاج الحربي         | محمد حسين طنطاوي             | عسكري           |       | 20 مايو 1991   | وزارة عاطف صدقي الثانية     | 12 أغسطس 2012            | تعديل وزاري                |
| الدفاع والانتاج الحربي         | عبد الفتاح السيسي            | عسكري           |       | 12 أغسطس 2012  | تعديل وزاري                 | 26 مارس 2014             | وزارة إبراهيم محلب الأولى  |
| الخارجية                       | محمد كامل عمرو               | مستقل           |       | 18 يوليو 2011  | وزارة عصام شرف              | 8 يوليو 2013             | 8 يوليو 2013               |
| المالية                        | ممتاز السعيد                 | مستقل           |       | 7 ديسمبر 2011  | وزارة كمال الجنزوري الثانية | 5 يناير 2013             | تعديل وزاري                |
| المالية                        | المرسي السيد حجازي           | مستقل           |       | 5 يناير 2013   | تعديل وزاري                 | 7 مايو 2013              | تعديل وزاري                |
| المالية                        | فياض عبد المنعم              | مستقل           |       | 7 مايو 2013    | تعديل وزاري                 | 8 يوليو 2013             | 8 يوليو 2013               |
| التأمينات والشئون الاجتماعية   | نجوى خليل                    | مستقل           |       | 7 ديسمبر 2011  | وزارة كمال الجنزوري الثانية | 8 يوليو 2013             | 8 يوليو 2013               |
| البحث العلمي                   | نادية زخاري                  | مستقل           |       | 2 أغسطس 2012   | 2 أغسطس 2012                | 8 يوليو 2013             | 8 يوليو 2013               |
| مرافق مياه الشرب والصرف الصحي  | عبد القوي خليفة              | مستقل           |       | 2 أغسطس 2012   | 2 أغسطس 2012                | 8 يوليو 2013             | 8 يوليو 2013               |
| الثقافة                        | محمد صابر عرب                | مستقل           |       | 2 أغسطس 2012   | 2 أغسطس 2012                | 7 مايو 2013              | تعديل وزاري                |
| الثقافة                        | علاء عبد العزيز              |                 |       | 7 مايو 2013    | تعديل وزاري                 | 6 يوليو 2013 "استقالة"   | 6 يوليو 2013 "استقالة"     |
| العدل                          | أحمد مكي                     | مستقل           |       | 2 أغسطس 2012   | 2 أغسطس 2012                | 21 إبريل 2013 "استقالة"  | 21 إبريل 2013 "استقالة"    |
| العدل                          | أحمد سليمان                  | مستقل           |       | 7 مايو 2013    | تعديل وزاري                 | 7 يوليو 2013 "استقالة"   | 7 يوليو 2013 "استقالة"     |
| الاستثمار                      | أسامة صالح                   | مستقل           |       | 2 أغسطس 2012   | 2 أغسطس 2012                | 7 مايو 2013              | تعديل وزاري                |
| الاستثمار                      | يحيي حامد                    | الحرية والعدالة |       | 7 مايو 2013    | تعديل وزاري                 | 4 يوليو 2013 "استقالة"   | 4 يوليو 2013 "استقالة"     |
| التربية والتعليم               | إبراهيم غنيم                 | مستقل           |       | 2 أغسطس 2012   | 2 أغسطس 2012                | 4 يوليو 2013 "استقالة"   | 4 يوليو 2013 "استقالة"     |
| الكهرباء والطاقة               | محمود بلبع                   | مستقل           |       | 2 أغسطس 2012   | 2 أغسطس 2012                | 5 يناير 2013             | تعديل وزاري                |
| الكهرباء والطاقة               | أحمد إمام                    | مستقل           |       | 5 يناير 2013   | تعديل وزاري                 | 24 فبراير 2014           | وزارة حازم الببلاوي        |
| الداخلية                       | أحمد جمال الدين              | عسكري           |       | 2 أغسطس 2012   | 2 أغسطس 2012                | 5 يناير 2013             | تعديل وزاري                |
| الداخلية                       | محمد إبراهيم                 | عسكري           |       | 5 يناير 2013   | تعديل وزاري                 | 5 مارس 2015              | وزارة إبراهيم محلب الثانية |
| السياحة                        | هشام زعزوع                   | مستقل           |       | 2 أغسطس 2012   | 2 أغسطس 2012                | 1 يوليو 2013 "استقالة"   | 1 يوليو 2013 "استقالة"     |
| الزراعة واستصلاح الأراضي       | صلاح عبد المؤمن              | مستقل           |       | 2 أغسطس 2012   | 2 أغسطس 2012                | 7 مايو 2013              | تعديل وزاري                |
| الزراعة واستصلاح الأراضي       | أحمد الجيزاوي                | مستقل           |       | 7 مايو 2013    | تعديل وزاري                 | 8 يوليو 2013             | 8 يوليو 2013               |
| الاتصالات وتكنولوجيا المعلومات | هاني محمود                   | مستقل           |       | 2 أغسطس 2012   | 2 أغسطس 2012                | 5 يناير 2013             | تعديل وزاري                |
| الاتصالات وتكنولوجيا المعلومات | عاطف حلمي                    | مستقل           |       | 5 يناير 2013   | تعديل وزاري                 | 1 يوليو 2013 "استقالة"   | 1 يوليو 2013 "استقالة"     |
| البترول والثروة المعدنية       | أسامة كمال                   | مستقل           |       | 2 أغسطس 2012   | 2 أغسطس 2012                | 7 مايو 2013              | تعديل وزاري                |
| البترول والثروة المعدنية       | شريف هدارة                   | مستقل           |       | 7 مايو 2013    | تعديل وزاري                 | 8 يوليو 2013             | 8 يوليو 2013               |
| النقل                          | رشاد المتيني                 | مستقل           |       | 2 أغسطس 2012   | 2 أغسطس 2012                | 17 نوفمبر 2012 "استقالة" | 17 نوفمبر 2012 "استقالة"   |
| النقل                          | حاتم عبد اللطيف              | الحرية والعدالة |       | 5 يناير 2013   | تعديل وزاري                 | 4 يوليو 2013 "استقالة"   | 4 يوليو 2013 "استقالة"     |
| الموارد المائية والري          | محمد بهاء الدين سعد          | مستقل           |       | 2 أغسطس 2012   | 2 أغسطس 2012                | 8 يوليو 2013             | 8 يوليو 2013               |
| الإسكان والمجتمعات العمرانية   | طارق وفيق                    | الحرية والعدالة |       | 2 أغسطس 2012   | 2 أغسطس 2012                | 8 يوليو 2013             | 8 يوليو 2013               |
| التعليم العالي                 | مصطفى السيد مسعد             | الحرية والعدالة |       | 2 أغسطس 2012   | 2 أغسطس 2012                | 8 يوليو 2013             | 8 يوليو 2013               |
| التموين والتجارة الداخلية      | أبو زيد محمد أبو زيد محمد    | مستقل           |       | 2 أغسطس 2012   | 2 أغسطس 2012                | 5 يناير 2013             | تعديل وزاري                |
| التموين والتجارة الداخلية      | باسم عودة                    | الحرية والعدالة |       | 5 يناير 2013   | تعديل وزاري                 | 4 يوليو 2013 "استقالة"   | 4 يوليو 2013 "استقالة"     |
| القوى العاملة والهجرة          | خالد الأزهري                 | الحرية والعدالة |       | 2 أغسطس 2012   | 2 أغسطس 2012                | 4 يوليو 2013 "استقالة"   | 4 يوليو 2013 "استقالة"     |
| الأوقاف                        | طلعت عفيفي                   | مستقل           |       | 2 أغسطس 2012   | 2 أغسطس 2012                | 8 يوليو 2013             | 8 يوليو 2013               |
| التخطيط والتعاون الدولي        | أشرف السيد العربي            | مستقل           |       | 2 أغسطس 2012   | 2 أغسطس 2012                | 7 مايو 2013              | تعديل وزاري                |
| التخطيط والتعاون الدولي        | عمرو دراج                    | الحرية والعدالة |       | 7 مايو 2013    | تعديل وزاري                 | 4 يوليو 2013 "استقالة"   | 4 يوليو 2013 "استقالة"     |
| الصحة والسكان                  | محمد مصطفى حامد              | مستقل           |       | 2 أغسطس 2012   | 2 أغسطس 2012                | 8 يوليو 2013             | 8 يوليو 2013               |
| الإعلام                        | صلاح عبد المقصود             | الحرية والعدالة |       | 2 أغسطس 2012   | 2 أغسطس 2012                | 4 يوليو 2013 "استقالة"   | 4 يوليو 2013 "استقالة"     |
| الطيران المدني                 | سمير إمبابي                  | مستقل           |       | 2 أغسطس 2012   | 2 أغسطس 2012                | 5 يناير 2013             | تعديل وزاري                |
| الطيران المدني                 | وائل المعداوي                | مستقل           |       | 5 يناير 2013   | تعديل وزاري                 | 8 يوليو 2013             | 8 يوليو 2013               |
| الصناعة والتجارة الخارجية      | حاتم صالح                    | الوسط           |       | 2 أغسطس 2012   | 2 أغسطس 2012                | 7 يوليو 2013 "استقالة"   | 7 يوليو 2013 "استقالة"     |
| الدولة للانتاج الحربي          | علي صبري                     | عسكري           |       | 2 أغسطس 2012   | 2 أغسطس 2012                | 12 أغسطس 2012            | تعديل وزاري                |
| الدولة للانتاج الحربي          | رضا حافظ                     | عسكري           |       | 12 أغسطس 2012  | تعديل وزاري                 | 3 ديسمبر 2013            | وزارة حازم الببلاوي        |
| الدولة لشئون الآثار            | محمد إبراهيم السيد           | مستقل           |       | 7 ديسمبر 2011  | وزارة كمال الجنزوري الثانية | 7 مايو 2013              | تعديل وزاري                |
| الدولة لشئون الآثار            | أحمد عيسى أحمد               | الوسط           |       | 7 مايو 2013    | تعديل وزاري                 | 8 يوليو 2013             | 8 يوليو 2013               |
| الدولة لشئون البيئة            | مصطفى حسين كامل              | مستقل           |       | 7 ديسمبر 2011  | وزارة كمال الجنزوري الثانية | 5 يناير 2013             | تعديل وزاري                |
| الدولة لشئون البيئة            | خالد محمد فهمي عبد العال     | مستقل           |       | 5 يناير 2013   | تعديل وزاري                 | 1 يوليو 2013 "استقالة"   | 1 يوليو 2013 "استقالة"     |
| الدولة للتنمية المحلية         | أحمد زكي عابدين              | مستقل           |       | 2 أغسطس 2012   | 2 أغسطس 2012                | 5 يناير 2013             | تعديل وزاري                |
| الدولة للتنمية المحلية         | محمد علي بشر                 | الحرية والعدالة |       | 5 يناير 2013   | تعديل وزاري                 | 4 يوليو 2013 "استقالة"   | 4 يوليو 2013 "استقالة"     |
| الدولة لشئون المجالس النيابية  | محمد محسوب                   | الوسط           |       | 2 أغسطس 2012   | 2 أغسطس 2012                | 27 ديسمبر 2012 "استقالة" | 27 ديسمبر 2012 "استقالة"   |
| الدولة لشئون المجالس النيابية  | عمر محمد سالم                | مستقل           |       | 5 يناير 2013   | تعديل وزاري                 | 7 مايو 2013              | تعديل وزاري                |
| الدولة لشئون المجالس النيابية  | حاتم بجاتو                   | مستقل           |       | 7 مايو 2013    | تعديل وزاري                 | 1 يوليو 2013 "استقالة"   | 1 يوليو 2013 "استقالة"     |
| الدولة لشئون الشباب            | أسامة ياسين                  | الحرية والعدالة |       | 2 أغسطس 2012   | 2 أغسطس 2012                | 4 يوليو 2013 "استقالة"   | 4 يوليو 2013 "استقالة"     |
| الدولة لشئون الرياضة           | العامري فاروق                | مستقل           |       | 2 أغسطس 2012   | 2 أغسطس 2012                | 2 يوليو 2013 "استقالة"   | 2 يوليو 2013 "استقالة"     |
| الدولة للتنمية الإدارية        | أحمد سمير الرافعي (بالتفويض) | مستقل           |       | 11 سبتمبر 2012 | تعديل وزاري                 | 24 يوليو 2013            | وزارة حازم الببلاوي        |

## تعديلات
- في 12 أغسطس 2012 تعديل وزاري شمل كل من:
  - الفريق أول / عبد الفتاح السيسي وزيرًا للدفاع والإنتاج الحربي.
  - الفريق / رضا محمود حافظ وزير دولة للإنتاج الحربي.[6][7][8]
- في 11 سبتمبر 2012 أصدر رئيس مجلس الوزراء القرار رقم 943 بتفويض أحمد سمير الرافعي في اختصاصات أعمال وزير الدولة للتنمية الإدارية.[9][10]
- في 17 نوفمبر 2012 استقال وزير النقل محمد رشاد المتيني.[11]
- في 27 ديسمبر 2012 استقال محمد محسوب وزير الدولة لشئون المجالس النيابية.[12]
- في 5 يناير 2013 تعديل وزاري شمل كل من:[13]
  - محمد علي بشر وزير الدولة للتنمية المحلية
  - عمر محمد سالم وزير الدولة لشئون المجالس النيابية
  - أحمد إمام وزير الكهرباء والطاقة
  - وائل المعداوي وزير الطيران المدني
  - محمد إبراهيم وزير الداخلية
  - المرسي السيد حجازي وزير المالية
  - حاتم عبد اللطيف وزير النقل
  - خالد محمد فهمي عبد العال وزير الدولة لشئون البيئة
  - باسم عودة وزير التموين والتجارة الداخلية
  - عاطف حلمي وزير الاتصالات وتكنولوجيا المعلومات
- في 21 أبريل 2013 استقال وزير العدل أحمد مكي.[14]
- في 7 مايو 2013 تعديل وزاري شمل كل من:[15]
  - أحمد سليمان وزير العدل.
  - حاتم بجاتو وزير الدولة لشئون المجالس النيابية
  - شريف هدارة وزير البترول والثروة المعدنية
  - أحمد عيسى أحمد وزير دولة لشئون الآثار
  - أحمد الجيزاوي وزير الزراعة واستصلاح الأراضي
  - فياض عبد المنعم وزير المالية
  - عمرو دراج وزير التخطيط والتعاون الدولي
  - علاء عبد العزيز وزير الثقافة
  - يحيي حامد وزير الاستثمار
- في 1 يوليو 2013 قدم أربعة وزراء استقالاتهم:[16][17]
  - خالد فهمي وزير الدولة لشئون البيئة
  - حاتم بجاتو وزير الدولة لشئون المجالس النيابية
  - هشام زعزوع وزير السياحة
  - عاطف حلمي وزير الاتصالات وتكنولوجيا المعلومات
- في 2 يوليو 2013 تقدم وزير الدولة لشئون الرياضة العامري فاروق باستقالته من منصبه.[18][19]
- في 4 يوليو 2013 استقال تسعة وزراء:[20][21]
  - محمد علي بشر وزير الدولة للتنمية المحلية
  - أسامة ياسين وزير الشباب
  - خالد الأزهري وزير القوى العاملة
  - يحيى حامد وزير الاستثمار
  - باسم عودة وزير التموين والتجارة الداخلية
  - عمرو دراج وزير التخطيط والتعاون الدولي
  - إبراهيم غنيم وزير التربية والتعليم
  - صلاح عبد المقصود وزير الإعلام
  - حاتم عبد اللطيف وزير النقل
- في 6 يوليو 2013 استقال وزير الثقافة علاء عبد العزيز.[22]
- في 7 يوليو 2013 استقال وزيرين:
  - حاتم صالح وزير الصناعة والتجارة الخارجية.[23]
  - أحمد سليمان وزير العدل.[24]